# Moraine
Moraine ist eine City im Montgomery County, Ohio, Vereinigte Staaten. Das U.S. Census Bureau ermittelte bei der Volkszählung 2020 eine Einwohnerzahl von 6393.
Die Stadt ist ein Teil des Dayton-Metropolbereichs.

## Geschichte
Die Stadt Moraine entstand ursprünglich auf Teilen des Van Buren Townships und des Miami Townships. Im November 1952 wurde das Van Buren Township zur Gemeinde Kettering mit einer Einwohnerzahl von rund 25.000. Nach einer kurzen Zeit als Teil von Kettering votierten die Bürger im Westen der Gemeinde für eine Loslösung und gründeten das neue Moraine Township am 3. Februar 1953. Dieses Township wurde am 23. Juli 1957 durch eine Abstimmung zu einer eigenen Gemeinde. Nachdem zwei Mal Teile des Miami Townships eingemeindet worden waren, erreichte die Bevölkerung von Moraine acht Jahre nach der Gründung der Gemeinde die Zahl von 5465. Am 12. Mai 1965 wurde das Dorf zur Stadt erhoben. Wegen der vielen Betriebe halten sich tagsüber heute bis zu 20.000 Menschen in der Stadt auf.